# Odgiętka czarniawa

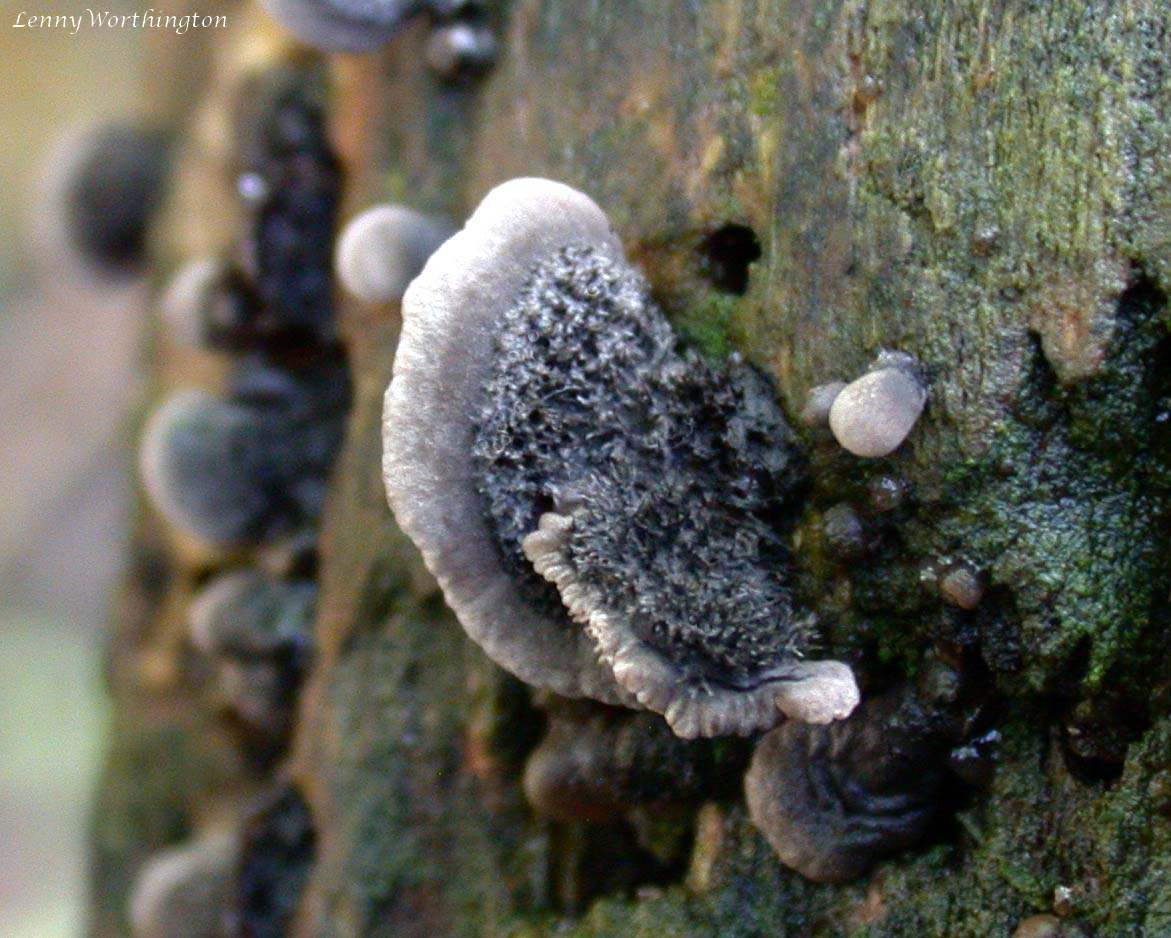

Odgiętka czarniawa (Resupinatus trichotis (Pers.) Singer) – gatunek grzybów należący do rodziny boczniakowatych (Pleurotaceae).

## Systematyka i nazewnictwo
Pozycja w klasyfikacji:  Resupinatus, Pleurotaceae, Agaricales, Agaricomycetidae, Agaricomycetes, Agaricomycotina, Basidiomycota, Fungi.
Po raz pierwszy opisał go w 1828 r. Christiaan Hendrik Persoon, nadając mu nazwę Agaricus trichotis. W 1961 r. Rolf Singer przeniósł go do rodzaju Resupinatus. Niektóre inne synonimy:
- Geopetalum rhacodium (Berk. & M.A. Curtis) Kühner & Romagn. 1953
- Resupinatus applicatus var. trichotis (Pers.) Krieglst. 1992
- Resupinatus rhacodium (Berk. & M.A. Curtis) Singer 1951[2].

Polską nazwę zaproponował Władysław Wojewoda w 2003 r.

## Morfologia
Owocnik
Cyfelloidalny, siedzący, w widoku z boku miseczkowaty lub płaskowypukły, o średnicy 3–15 mm (wyjątkowo 20 mm), w widoku z przodu prawie półkolisty do okrągłego. Powierzchnia w stanie świeżym szara lub szaroczarna, po wyschnięciu nieco ciemniejsza (prawie czarna). Wypukły obszar w pobliżu miejsca osadzenia na powierzchni pokryty czarnymi włoskami (pod mikroskopem, ciemnobrązowymi o długości do 500 µm i średnicy 2-5 µm). Brzeg bezwłosy. Hymenofor blaszkowaty o blaszkach rozchodzących się promieniście od centralnego punktu nad miejscem mocowania do podłoża. Blaszki wąskie, szarobrązowe do prawie czarnych z lekkim prześwitem na brzegu.
Cechy mikroskopowe
Trama kapelusza zżelatynizowana, szklista, zbudowana ze splątanych strzępek o średnicy 2–4 µm. Trama blaszek bladobrązowa, zżelatynizowana, ze strzępkami tej samej średnicy, ale gęściej upakowanymi. Subhymenium ciemnobrązowe, zbudowane z gęsto upakowanych strzępek. Hymenium w odczynniku Melzera bladobrązowe, w KOH szkliste, zbudowane z podstawek i bazydioli. Wszystkie strzępki ze sprzążkami. Podstawki 4-zarodnikowe, maczugowate, w KOH szkliste, 16–30 × 5–7 µm. Cheilocystydy szkliste, 20–27 × 5–6 µm, z palcowatymi wypustkami o długości do 2 µm. Bazydiospory szkliste, nieamyloidalne, o gładkich ściankach, jajowate do prawie jajowatych, 4,5–6 × 4,1–5,5 µm.
Gatunki podobne
Odgiętka czarniawa jest bardzo podobna do odgiętki pofałdowanej. Albert Pilát traktował ją jako formę, a Krieglsteiner jako odmianę odgiętki pofałdowanej (Resupinatus applicatus). Różni się od niej wielkością i kształtem zarodników, ma zarodniki głównie jajowate lub prawie jajowate. Dzięki temu, a także dzięki czarnej warstwie grubych włosów z tyłu kapelusza, odgiętkę czarniawą łatwo rozpoznać.

## Występowanie i siedlisko
Występuje w Ameryce Północnej, Europie, Azji, Australii i na Nowej Zelandii. W. Wojewoda w 2003 r. przytoczył 4 stanowiska, w późniejszych latach podano wiele nowych, a najbardziej aktualne podaje internetowy atlas grzybów. Znajduje się w nim na liście gatunków zagrożonych i wartych objęcia ochroną.
Nadrzewny grzyb saprotroficzny rozwijający się na gnijącym drewnie drzew liściastych, notowany na klonach, bukach, jesionach, i wierzbach.